# Shamva
Shamva est une ville du Zimbabwe située dans la province du Mashonaland Central, à environ 90 kilomètres au nord-est de Harare. Sa population est estimée à 10 353 habitants en 2007.

## Source
- (en) Cet article est partiellement ou en totalité issu de l’article de Wikipédia en anglais intitulé « Shamva » (voir la liste des auteurs).